# Piet De Bruyn
Pour les articles homonymes, voir De Bruyn.
Piet De Bruyn, né le 2 avril 1968 à Hasselt est un homme politique belge flamand, membre du N-VA.
Il est licencié en histoire (KUL, 1996); enseignant (1998-99).

## Fonctions politiques
- Député au Parlement flamand :
  - du 20 décembre 2007 au 7 juin 2009 ;
  - du 6 février 2013 au 24 mai 2014 en remplacement de Mark Demesmaeker
  - du 25 mai 2014

- Sénateur belge :
  - de septembre 2010 à 2013 en remplacement de Kim Geybels, démissionnaire.
  - du 25 juillet 2014 en remplacement de Geert Bourgeois, ministre, empêché
- conseiller communal (Rotselaar) depuis le 2 janvier 2013